# Ranelagh (Dublin)
Koordinaten: 53° 20′ N, 6° 15′ W

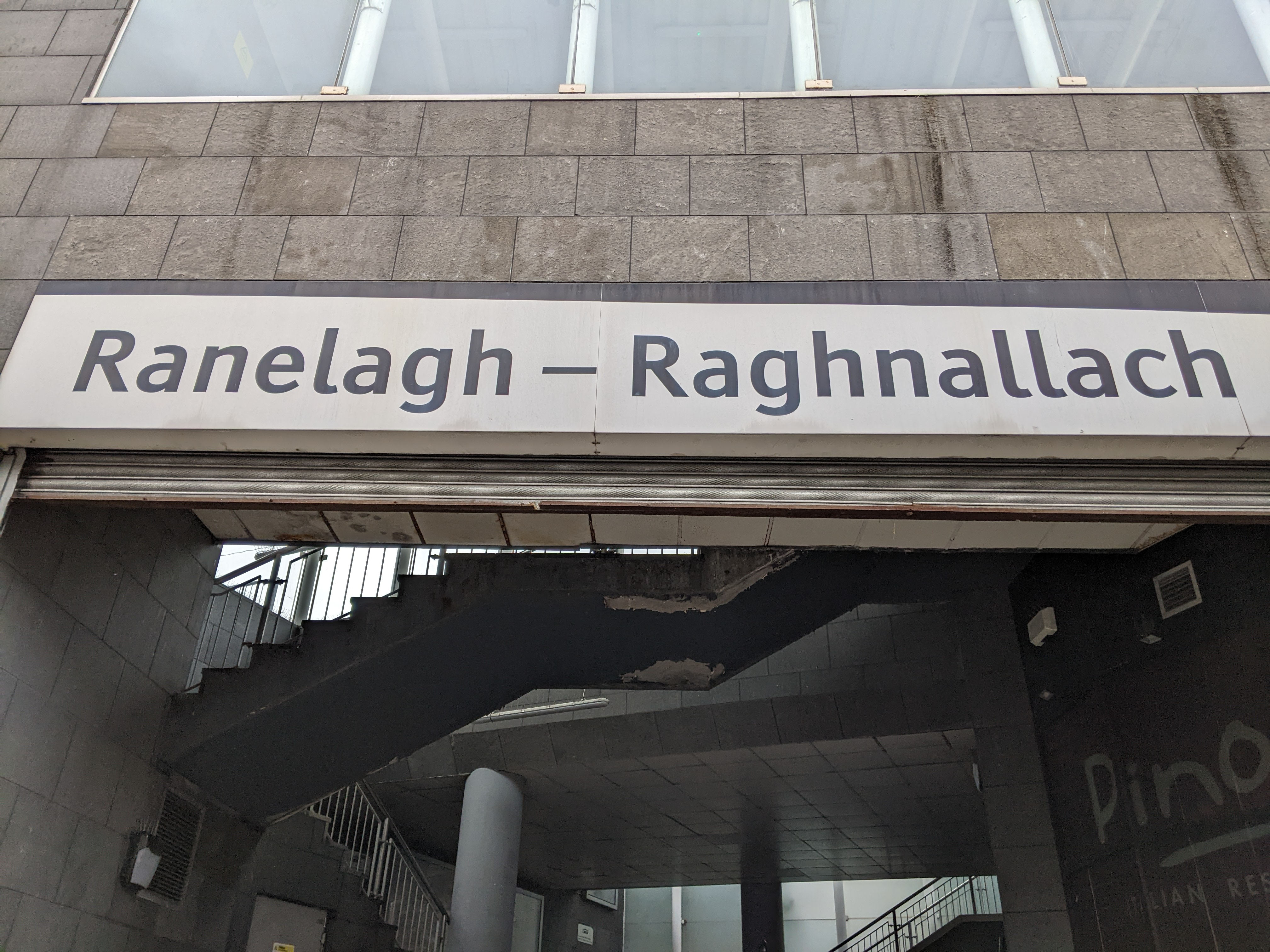
Der englische und irische Name des Viertels findet sich auf diesem Schild der gleichnamigen Straßenbahnstation

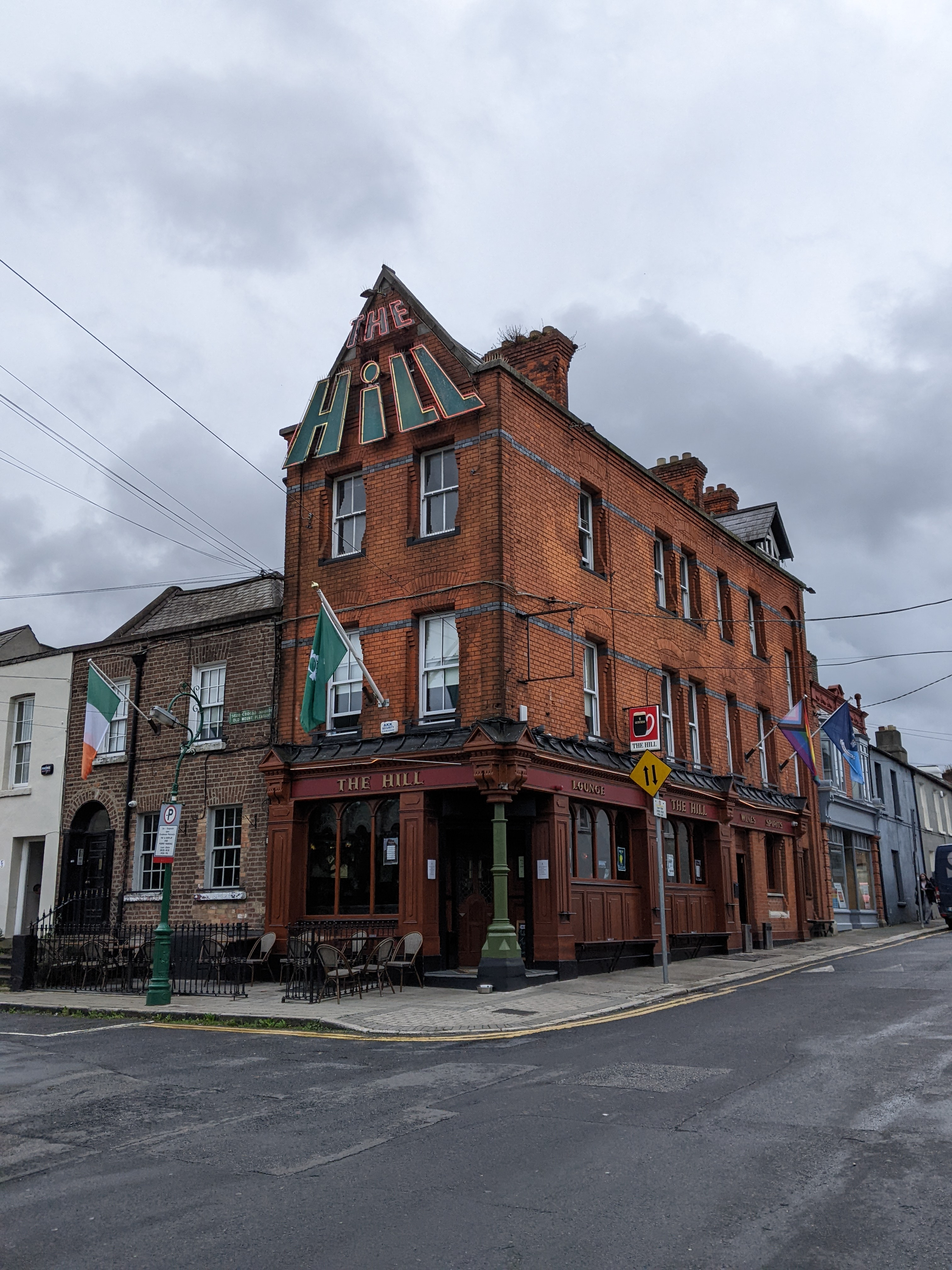
The Hill Pub, 1-2 Old Mount Pleasant

Ranelagh  [ˈrænələ], lokal auch [ˈrɛnələ] (irisch: Raghnallach [ˈɾˠəinˠəl̪ˠəx]) ist ein 68 Hektar großer Stadtteil im Süden der irischen Hauptstadt Dublin.

## Lage
Das unmittelbar südlich des Stadtzentrums gelegene Viertel befindet sich zwischen dem Grand Canal im Norden und dem River Dodder im Süden und gilt als eine der bevorzugten Adressen in Dublin.
Im Westen grenzt Ranelagh an Rathmines und im Osten an Donnybrook.

## Herkunft des Namens
Der Name Ranelagh stammt vom irischen Begriff Gabhal Raghnaill („Gabel Raghnalls“), einem Zweig der Ó Broin, anglisiert O’Byrne, die lange ein Gebiet in den Wicklow Mountains beherrschten. Nachdem die O’Byrnes von den Engländern besiegt wurden, wurde 1628 der anglo-irische Adelstitel Viscount Ranelagh geschaffen. Der englische Titelträger residierte indes in London in Ranelagh House, später entstanden dort die Ranelagh Gardens, ein öffentlicher Lustgarten. 1766 gründete William Hollister einen ähnlichen Unterhaltungspark im Süden Dublins und nannte ihn nach dem Londoner Vorbild Ranelagh Gardens.

## Geschichte
Die Ursprünge des heutigen Stadtviertels liegen im Willbrook House, das bereits in den 1750er Jahren existierte und dessen genaues Baujahr nicht mehr feststellbar ist. Nachdem der Geschäftsmann William Hollister das Anwesen 1768 bezogen hatte, ließ er eine öffentliche Parkanlage errichten, die er nach Londoner Vorbild „Ranelagh Gardens“ nannte. In den folgenden 20 Jahren entstand um dieses Anwesen herum eine neue Siedlung.
Am 19. Januar 1785 startete Richard Crosbie in den Ranelagh Gardens die erste bemannte Ballonfahrt, die in Irland stattfand und der mehr als 35.000 Menschen beiwohnten.
Weiteren Bevölkerungszuwachs erhielt das Viertel um die Mitte des 19. Jahrhunderts, als es viele Bewohner Dublins auf die andere Seite des Grand Canal zog. Die Mehrzahl von ihnen gehörte zur anglo-irischen Mittelschicht und sah dort eine gute Perspektive, ihre protestantische und unionistische Lebensweise zu bewahren.

## Bildungseinrichtungen
In Ranelagh befinden sich mehrere Bildungseinrichtungen:
Im Norden, am Rande des Mount Pleasant und direkt an der Ranelagh Road gelegen, befindet sich die Ranelagh Multidenominational School, eine Primary School mit Nachmittagsbetreuung.
Weiter südlich befinden sich – unmittelbar an der Sandford Road, der südlichen Verlängerung der Ranelagh Road, gelegen – die zur Kirchengemeinde Saint Peter and Saint Paul gehörende und bereits 1826 errichtete Sandford Parish National School (benannt nach ihrem ursprünglichen Finanzier George Sandford of Somerset) und das von Jesuiten gegründete Gonzaga College (die 1950 eröffnete Schule ist benannt nach Aloisius von Gonzaga).

## Sportvereine
1893 wurde der noch heute im Norden Ranelaghs beheimatete Mount Pleasant LTC (LTC ist die Abkürzung für Lawn Tennis Club) gegründet, der zu den ältesten Sportvereinen Dublins gehört. Der bereits 1877 gegründete Fitzwilliam LTC, der zu den ältesten Tennisclubs weltweit zählt, ist seit 1969 ebenfalls in Ranelagh beheimatet (Winton Road, Ecke Appian Way).

## Persönlichkeiten

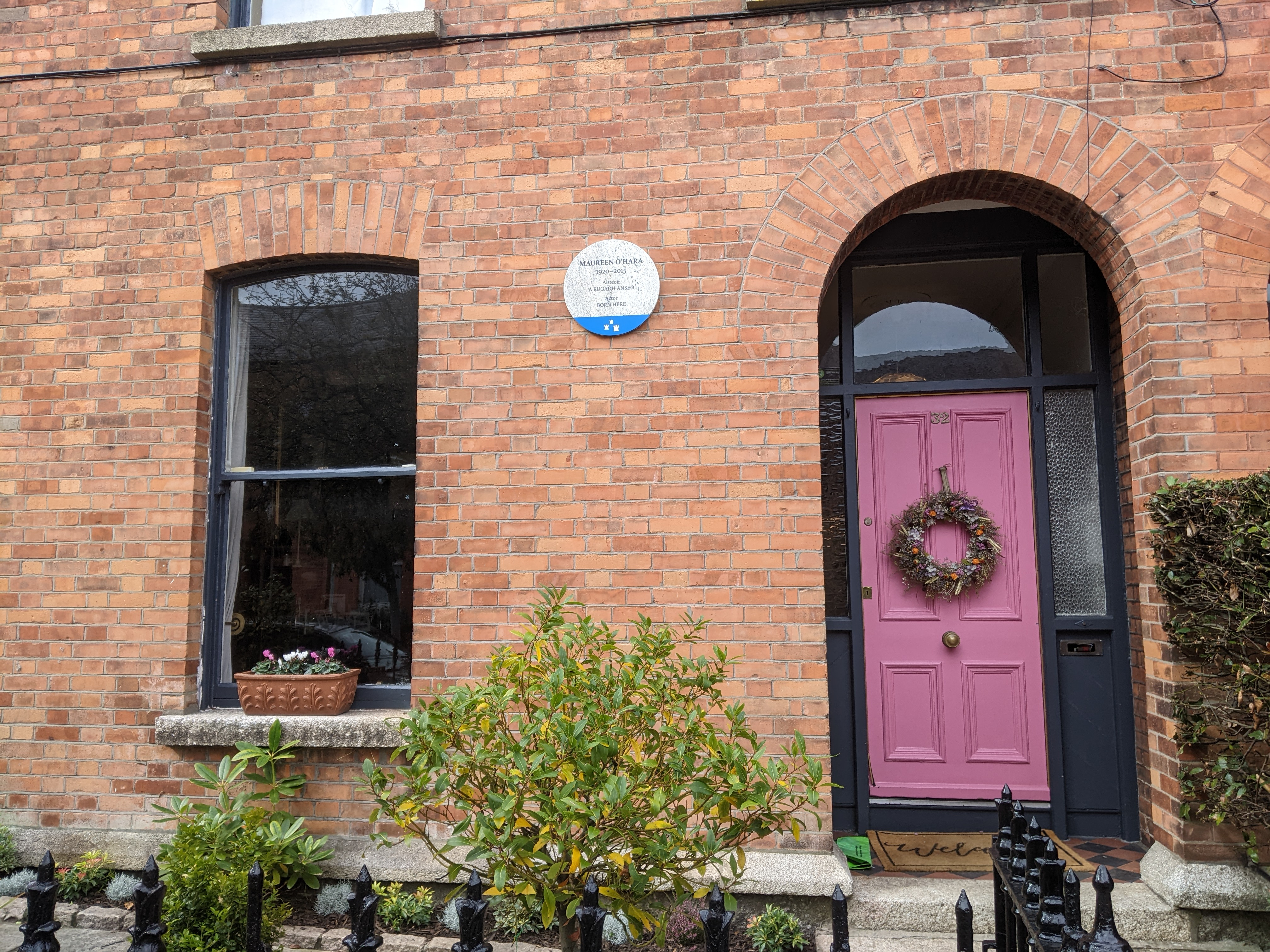
Geburtshaus von Maureen O’Hara

### Schauspieler
“In Ranelagh there is no escaping the Maureen O’Hara influence and connection.”

„In Ranelagh sind der Einfluss und die Verbindung zu Maureen O’Hara unübersehbar.“

- Maurice Curtis, Autor des Buches „The little book of Ranelagh“ (S. 44)
Die wahrscheinlich bekannteste Persönlichkeit, die in Ranelagh geboren wurde, ist die Schauspielerin Maureen O’Hara, die im Haus Nummer 32 der Upper Beechwood Avenue zur Welt kam. Ihr Vater hielt Anteile am Fußballverein Shamrock Rovers, der seine Heimspiele von 1926 bis 1987 im Glenmalure Park bestritt, der sich im unmittelbar südlich an Ranelagh grenzenden Milltown befand. Maureen O’Hara war seit ihrer Kindheit ein Fan des Vereins und blieb dies ihr Leben lang.
Auch einige andere Schauspieler haben eine gewisse Zeit ihres Lebens in Ranelagh verbracht. Barry Fitzgerald (er wohnte am Dartmouth Square) und Jack MacGowran (er wuchs im Haus Nummer 46 der Lower Beechwood Avenue auf und verbrachte 40 Jahre seines Lebens in Ranelagh) spielten sogar gemeinsam mit Maureen O’Hara (und John Wayne) in dem Film Der Sieger (The Quiet Man).
Wilfrid Brambell, der in dem Beatles-Film Yeah! Yeah! Yeah! (A Hard Day’s Night) den Großvater von Paul McCartney spielte, wurde im Haus Nummer 6 der Edenvale Road geboren.
Constance Smith (sie hatte die weibliche Hauptrolle neben Richard Widmark in Die Feuerspringer von Montana) wuchs in den lebensunwürdigen Verhältnissen der Mountpleasant Buildings auf, die sich nur ein paar Straßenzüge von den georgianischen Vorzeigebauten des Mountpleasant Square entfernt befanden, die vorwiegend von Anwälten und Ärzten bewohnt wurden. Die insgesamt 246 Wohnungen der zehn Mountpleasant Buildings wurden zu Beginn des 20. Jahrhunderts als Wohnsiedlung für die Arbeiterklasse errichtet, die schon bald als Synonym für schlechte Planung und bitterste Armut galt, in der Bandenkriminalität und asoziales Verhalten an der Tagesordnung waren. So ereignete sich im Januar 1970 ein gewalttätiger Überfall von Hooligans, die sich anschließend in die Mountpleasant Buildings zurückgezogen hatten, auf eine Gruppe Studenten, die eine Party feierten. Im Dezember desselben Jahres erschien eine Kolumne in der Irish Times, die die Verhältnisse unter dem zutreffenden Titel Living in fear in Ranelagh (Das Leben mit der Angst in Ranelagh) beschrieb und darin eine Reihe von verängstigten Anwohnern zu Wort kommen ließ. Wahrscheinlich auch durch diesen Artikel wurde die Politik auf die Zustände aufmerksam und machte es sich zur Aufgabe, die Wohnblocks in den 1970er-Jahren abzutragen.
Constance Smith lebte in den 1930er- und 1940er-Jahren mit ihren Eltern und zehn Geschwistern in einer Ein-Zimmer-Wohnung dieser Siedlung und aufgrund der lebensunwürdigen Bedingungen starben einige ihrer Geschwister, bevor sie das Erwachsenenalter erreichen konnten.

### Sportler

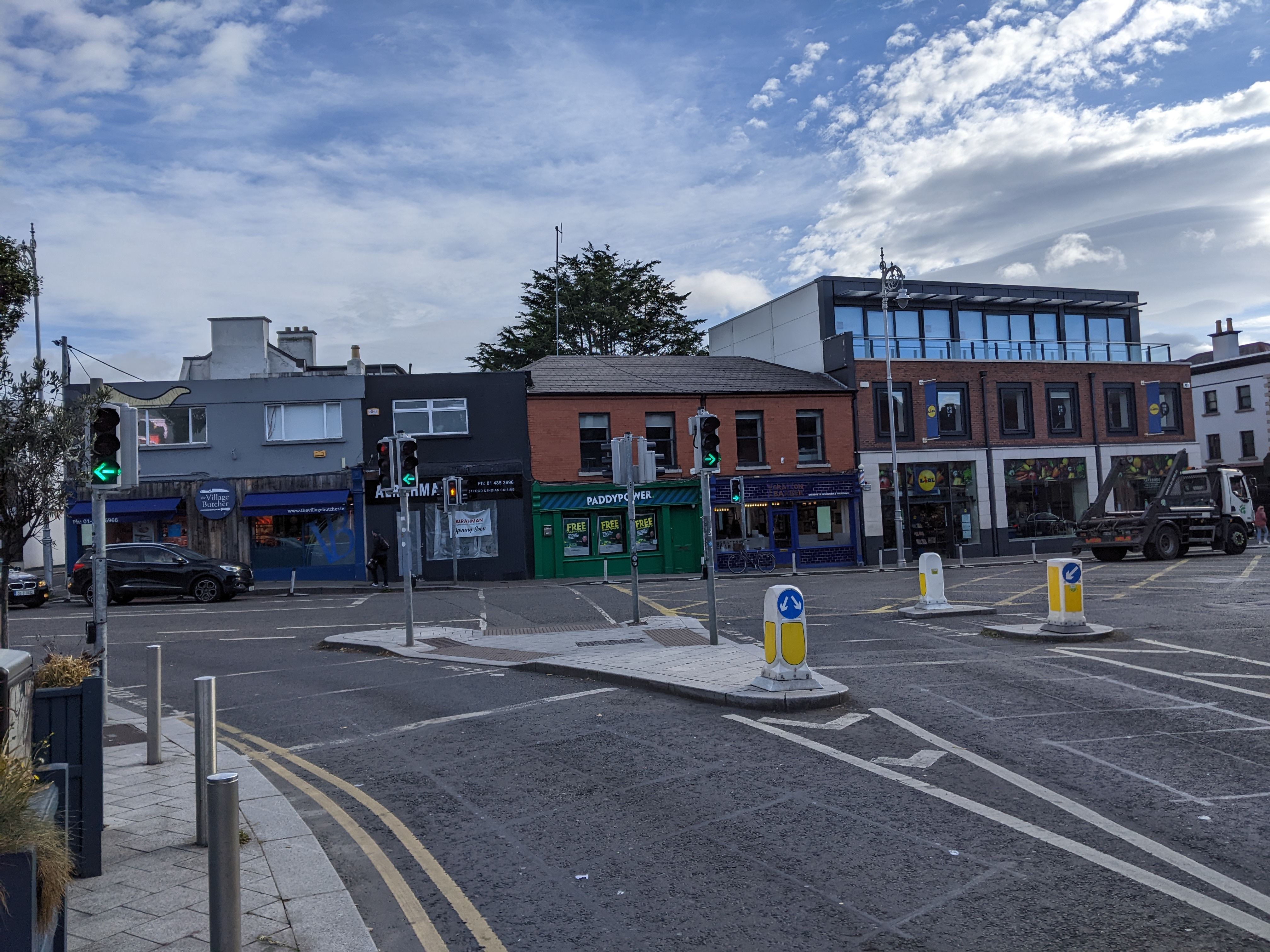
Die Triangle am Zusammentreffen der Charleston Road mit der Ranelagh Road bildet den Mittelpunkt von Ranelagh. In dem Gebäude rechts befand sich die Billardhalle, in der Ken Doherty trainierte.

Der 1959 geborene Tour-de-France-Gewinner von 1987, Stephen Roche, verbrachte die ersten Jahre seines Lebens in der Straße Anna Villa, bis die Familie 1964 umzog und sich schließlich in Dundrom niederließ.
Der ehemalige Snooker-Weltmeister Ken Doherty erblickte in Ranelagh das Licht der Welt und wuchs im Haus Nummer 19 an der Ranelagh Avenue auf; einer Seitenstraße der Ranelagh Road, die nur wenige Meter von der der sogenannten „Triangle“ entfernt liegt, an der sich (unter der Nummer 56 der Ranelagh Road) die Jason‘s Snooker Hall befand, in der Doherty über viele Jahre hinweg regelmäßig trainierte. Die Snooker-Halle wurde 2012 geschlossen.
Nach der Heirat mit seiner (inzwischen geschiedenen) Ehefrau Sarah im Jahr 2001 lebte das Paar in einem kleinen Haus in der Hollybank Avenue, bevor es ein größeres Haus außerhalb von Ranelagh bezog.
Der irische Fußballnationalspieler Eamon Dunphy lebt in Ranelagh und spielte in seiner letzten Saison als Fußballprofi (1977/78) für die Shamrock Rovers, nachdem er vorher nur in England (am längsten für den FC Millwall) gespielt hatte. Ironischerweise wuchs Dunphy im Stadtteil Drumcondra in unmittelbarer Nachbarschaft zum Tolka Park des rivalisierenden Shelbourne FC auf.

### Schriftsteller
Der Poet Paul Durcan wurde im Haus Nummer 57 des Dartmouth Square geboren.
Der Schriftsteller Frank O’Connor lebte eine Zeitlang unter Nummer 34 der Chelmsford Road.
Der Dichter, Journalist und Maler George William Russell, der in der Regel das Pseudonym Æ verwendete, lebte mehrere Jahre unter Nummer 28 der Mountpleasant Avenue.
Viele der in Ranelagh lebenden Schriftsteller haben sich durch ihre Umgebung inspirieren lassen und ihr durch ihre Werke nicht selten ein bleibendes Denkmal gesetzt.
So war für die in Nummer 26 der Charleston Avenue lebende Kate O’Brien Ranelagh eine Inspiration für ihren Roman The Homesick Garden.
Der ehemalige Bewohner der bereits näher beschriebenen Mountpleasant Buildings, Lee Dunne, verarbeitete seine Eindrücke von den mangelhaften Wohnverhältnissen in seinem 1965 publizierten Bestseller Goodbye to the Hill, der sich über eine Million Mal verkaufte.

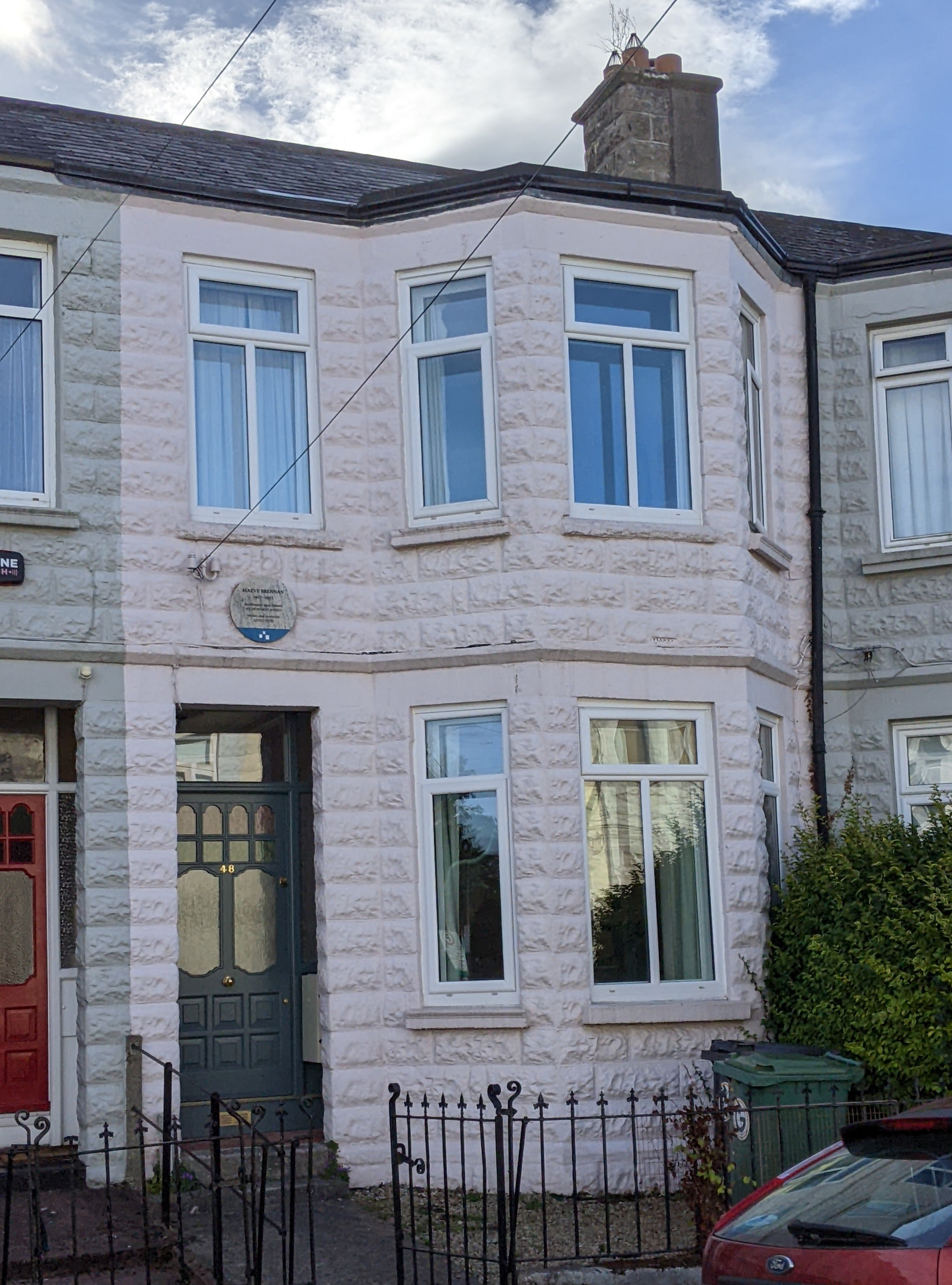
In diesem Haus wuchs Maeve Brennan auf

Zu einer bemerkenswerten Adresse von Ranelagh gehört das Haus Nummer 48 in der Cherryfield Avenue, in dem sowohl die „beste unbekannte irische Schriftstellerin“, Maeve Brennan, als auch der Schauspieler Eamon Morrissey aufwuchsen.
Beide setzten dem Haus bzw. der unmittelbar angrenzenden Gegend ein Denkmal. So beschrieb Maeve Brennan ihre Kindheitserlebnisse gleich zu Beginn ihrer 1953 veröffentlichten Kurzgeschichte Der Morgen nach dem großen Feuer (Originaltitel: The Morning after the Big Fire) mit folgenden Worten:
„From the time I was almost five until I was almost eighteen, we lived in a small house in a part of Dublin called Ranelagh. On our street, all of the houses were of red brick and had small back gardens, part cement and part grass, separated from one another by low stone walls over which, when we first moved in, I was unable to peer, although in later years I seem to remember looking over them quite easily, so I suppose they were about five feet high. All of the gardens had a common end wall, which was, of course, very long, since it stretched the whole length of our street. Our street was called an avenue, because it was blind at one end, the farthest end from us.“
„Von der Zeit an, als ich fast fünf bis ich fast achtzehn Jahre alt war, lebten wir in einem kleinen Haus in einem Teil Dublins namens Ranelagh. In unserer Straße waren alle Häuser aus rotem Backstein und hatten kleine rückseitige Gärten, die zum Teil aus Zement und zum Teil aus Gras bestanden, die durch niedrige Steinmauern voneinander getrennt waren, über die ich, als wir einzogen, nicht drüber schauen konnte, was mir später keinerlei Probleme mehr bereitete, so dass ich annehme, dass diese nicht höher als Ein-Meter-fünfzig waren. Alle Gärten hatten eine gemeinsame Endwand, die natürlich sehr lang war, als sie sich über die gesamte Länge unserer Straße erstreckte. Unsere Straße wurde als Allee bezeichnet, weil es sich am unserem Haus entferntesten Ende um eine Sackgasse handelte.“
Morrissey schuf sowohl in Verehrung für Maeve Brennan als möglicherweise auch in Erinnerung an seine eigene Kindheit im selben Haus ein Bühnenstück mit dem Titel Maeve's House. Zur Realisierung seiner 75-minütigen Aufführung kam es lediglich zu einer einzigen Begegnung Morrisseys mit der Schriftstellerin im Jahr 1966, die im New Yorker The Russian Tea Room stattfand.

### Andere Künstler
Zu den weiteren Künstlern, die in Ranelagh beheimatet waren, gehören die auch privat miteinander befreundeten Maler George Campbell und Gerard Dillon. Campbell wohnte zunächst in einer Wohnung unter Nummer 42 der Oakley Road und später in dem Haus Nummer 2 der Florence Terrace (Leeson Park Avenue). Dillon lebte unter Nummer 28 der Chelmsford Avenue.
Die in den USA geborene Tänzerin irischer Abstammung, Jean Butler, die die weibliche Hauptrolle in der Show Riverdance aufführte, lebte eine Zeitlang unter Nummer 9 der Mountpleasant Terrace und später in der Moyne Road.
Der Sänger und Banjo-Spieler Luke Kelly – Mitbegründer der Irish-Folk-Gruppe The Dubliners, der er bis zu seinem Tod angehörte – wohnte bis zu seinem frühen Ableben im Alter von nur 43 Jahren unter Nummer 7 des Dartmouth Square.